# 廣田茂十郎
廣田 茂十郎（ひろた もじゅうろう、1955年2月18日 - ）は、日本の政治家。栃木県芳賀郡益子町長（1期）。

## 概要
栃木県芳賀郡益子町生まれ。栃木県立真岡農業高等学校卒業。高校卒業後、出身地の益子町で農業(果樹栽培)に従事し、益子町文化財保護審議会委員、益子町生涯学習推進協議会委員、妙伝寺雅楽保存会会員、益子町立山本小学校・益子町立田野中学校PTA会長と同田野中学校後援会長、益子町消防団部長、よかっぺ郡山本元気村村長、ひやくしよう塾塾長、山本・大郷戸ふれあいの郷づくり事業実行委員会会長、益子町議会議員(2007年〜2021年)と議会議長を歴任した。真岡北陵高等学校同窓会会長、益子町果樹産地化協議会会長、ましこ農と食の研究会会長、益子町土地改良区理事、松本歌舞伎舞台保存会会員、山本太々神楽講員を兼任する。
2022年4月10日投開票の益子町長選挙に無所属で出馬し、当時町長職にあった大塚朋之とともに立候補し1252票差で初当選した。当選直後のインタビューでは「多選批判ではないが、年齢的に5選は無理。2期のうちに町の方向性を決めて（後任へ）引き継ぎたい」と述べている。